# Lewinia pectoralis clelandi
Il rallo di Lewin occidentale (Lewinia pectoralis clelandi Mathews, 1911) era una sottospecie di rallo di Lewin endemica dell'Australia Occidentale. Poco conosciuta, ne rimangono solamente quattro esemplari impagliati, uno all'Australian Museum e tre al British Museum. L'epiteto sottospecifico commemora l'ornitologo australiano John Burton Cleland.

## Descrizione
Aveva la sommità del capo e il collo di colore variabile dal rossiccio al castano con strisce nere ben marcate, le guance, la gola e il petto grigi, e il resto delle regioni superiori striato di nero e marrone. Le ali erano di colore marrone scuro, con sottili strisce bianche, mentre l'addome, i fianchi e il sottocoda erano neri, barrati di bianco o camoscio. Il becco, lungo e sottile, era rosa con l'estremità più scura; gli occhi erano marroni o rossi, e le zampe e i piedi grigio-rosati. Misurava 21–28 cm di lunghezza e aveva un becco di 4,2 cm.

## Distribuzione e habitat
Occupava un areale limitato, ristretto all'estremità sud-occidentale dell'Australia Occidentale, tra il fiume Margaret e Albany, e si spingeva nell'entroterra fino a Bridgetown. Viveva unicamente nelle zone di fitta vegetazione ai margini delle zone umide, sia di acqua dolce che salmastra, ma talvolta si spingeva anche nelle praterie o nelle fitte macchie costiere.

## Conservazione
Raro già all'epoca della sua scoperta, si estinse a causa della distruzione e della modificazione delle zone umide in cui viveva, soprattutto in seguito a lavori di bonifica e agli incendi appositamente appiccati per fare spazio a nuovi terreni agricoli e a insediamenti umani. Venne avvistato l'ultima volta nel 1932.